# Comuna Lavî, Sosnîțea
Lavî (în ucraineană Лави) este o comună în raionul Sosnîțea, regiunea Cernihiv, Ucraina, formată din satele Lavî (reședința) și Lozova.

## Demografie
Componența lingvistică a comunei Lavî
     Ucraineană (98,29%)
     Rusă (1,71%)
Conform recensământului din 2001, majoritatea populației comunei Lavî era vorbitoare de ucraineană (98,29%), existând în minoritate și vorbitori de rusă (1,71%).